# Tamba (bướm đêm)
Tamba  là một chi bướm đêm thuộc họ Noctuidae.

## Loài
- Tamba conscripta Lucas, 1892
- Tamba conscripta Lucas, 1892
- Tamba cyrtogramma Turner, 1908
- Tamba cyrtogramma Turner, 1908
- Tamba elachista Hampson, 1926
- Tamba elachista Hampson, 1926
- Tamba haemacta Turner, 1908
- Tamba haemacta Turner, 1908
- Tamba meeki Bethune-Baker, 1906
- Tamba meeki Bethune-Baker, 1906
- Tamba submicacea Walker, 1869
- Tamba submicacea Walker, 1869
- Tamba syndesma Lower, 1903
- Tamba syndesma Lower, 1903
- Tamba tephraea Turner, 1909
- Tamba tephraea Turner, 1909